# Fascia parotidien
Le fascia parotidien est un fascia crânien qui tapisse les parois de la loge parotidienne.
Il est en continuité avec le fascia massétérin avec lequel il forme une poche qui enveloppe la glande parotide, son canal excréteur et les branches du nerf facial.
C'est un prolongement de la lame superficielle du fascia cervical.
Il est constitué de deux couches une couche superficielle et une couche profonde.
La couche superficielle est en continuité avec le fascia temporal au niveau crânien et avec le fascia massétérin latéralement. Cette couche est attachée à l'arcade zygomatique en haut et à la mandibule en bas.
La couche profonde recouvre le muscle stylo-hyoïdien, le muscle stylo-glosse et le muscle stylo-pharyngien.
Le fascia envoie de nombreuses cloisons qui passent entre les lobules du tissu glandulaire. Le nombre de cloisons augmente avec le poids de l'individu.